# La Mente
La Mente es una banda musical de Perú, formada en el 2006. Comenzó en Tarapoto, donde influenciados por algunos sonidos amazónicos y el rock crearon una clase de música urbana electrónica y alternativa, que denominan como electropical, gracias a las influencias y experiencias de cada artista de la banda y al sello discográfico Descabellado Records.

## Historia

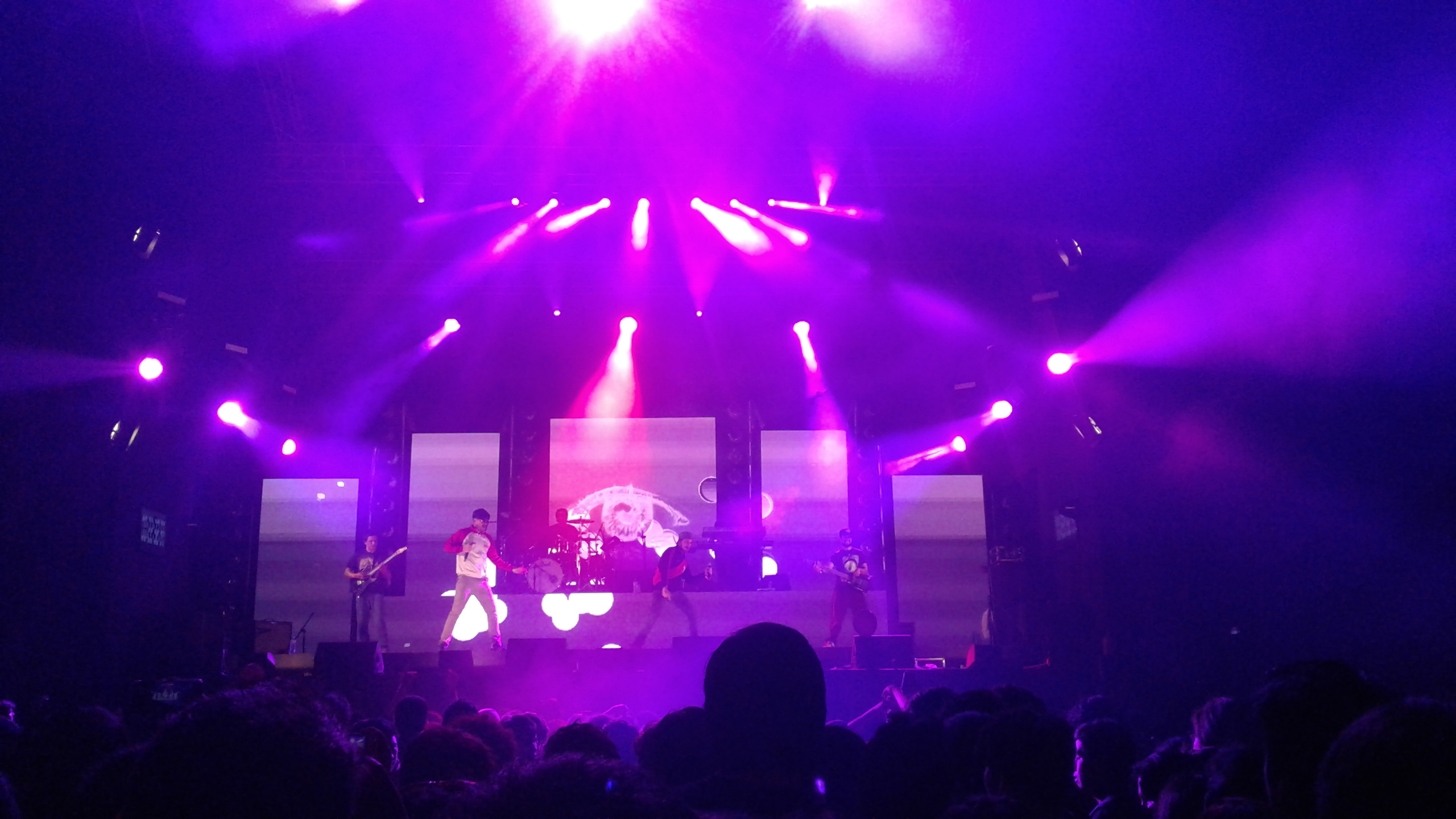
La Mente tocando en el Día de Rock Peruano.

Ricardo Wiesse (exmiembro de Suda) y Nicolás Duarte, productores y compositores ambos, fundaron la banda La Mente bajo el sello peruano de Descabellado Records, con quienes han grabado todos sus discos. Así mismo, la banda está compuesta por algunos integrantes de Cuchillazo, El Hombre Misterioso y Sabor y Control.

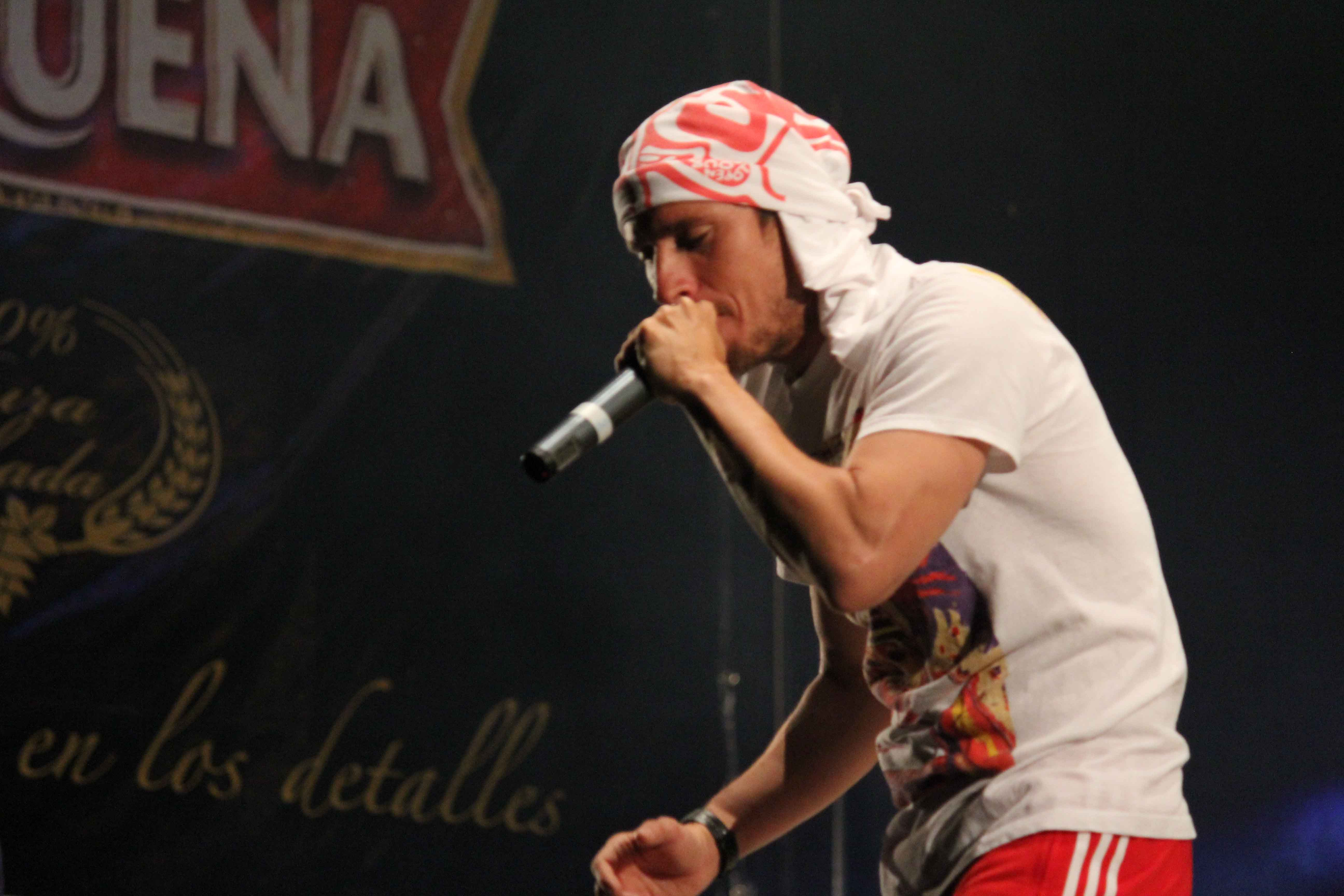
Ricardo Wiesse en Oxapampa (2011).

Su álbum debut es Sonidos del sistema, lanzado el 2007.
En 2009 fueron internacionales con su primera gira al exterior del país, en el Festival de Varadouro, en Brasil. En 2015 PromPerú les seleccionó para representar al Perú en el Festival Ciudad Emergente en Buenos Aires (Argentina). En el 2017 participaron en el Cosquín Rock Perú.

## Miembros

### Miembros actuales
- Ricardo Wiesse (voz)
- Nicolás Duarte (voz)
- Hernando Suárez (guitarra)
- Telmo Jáuregui (bajo)
- Alberto Hernández (teclado)
- José María Colonia (batería)

### Antiguos miembros
- Henry Ueunten (teclado)
- Juan Carlos Polo (batería)
- Jaén Mujica (batería)
- Rafael Otero (guitarra)

## Discografía
| Año  | Título                            | Formato | Notas     | Ref.         |
| ---- | --------------------------------- | ------- | --------- | ------------ |
| 2007 | Sonidos del Sistema: Electropical | CD      |           | [ 4 ]        |
| 2009 | Para los Muertos y los Vivientes  | CD      |           | [ 4 ]        |
| 2012 | Música                            | CD      |           | [ 4 ]        |
| 2015 | Millonarios del Alma              | CD      |           | [ 8 ] [ 16 ] |
| 2024 | Sonidos del Sistema: Electropical | Vinilo  | Reedición | [ 17 ]       |